# Nils Totland
Nils Olav Totland (* 17. Dezember 1935 in Bergen) ist ein norwegischer Politiker der Arbeiderpartiet (Ap). Er war von Oktober 1993 bis Oktober 1996 der Verwaltungsminister seines Landes.

## Leben
Totland arbeitete von 1952 bis 1971 bei der norwegischen Eisenbahn, wo er 1957 seine Ausbildung als Bahntelegraf abschloss. Nach seiner Zeit dort wurde er Mitglied im Vorstand des norwegischen Eisenbahnverbunds, wobei er bis 1976 Vorsitzender für den Bereich der Büroangestellten war. Anschließend war er beim Statstjenestemannskartellet, einem für die öffentlichen Angestellten zuständigen Zweig des Gewerkschaftsverband Landsorganisasjonen i Norge (LO), tätig. Dabei fungierte er zwischen 1992 und 1990 als Vorsitzender. In der Zeit von 1967 bis 1982 saß er zudem im Kommunalparlament der damaligen Gemeinde Skedsmo.
Am 7. Oktober 1993 wurde er zum Verwaltungsminister in der Regierung Brundtland III ernannt. Totland übernahm den Posten von seiner Parteikollegin Oddny Aleksandersen, die auf eigenen Wunsch zurücktrat. Er übte sein Amt bis zum Abgang der Regierung am 25. Oktober 1996 aus. Von 1999 bis 2003 saß er im Kommunalparlament der damaligen Kommune Fet.